# Léopold Michel Cadière
Léopold Michel Cadière, född den 14 februari 1869 i Aix-en-Provence i Frankrike, död den 6 juli 1955 i Huế, var en fransk katolsk präst och missionär tillhörande Det parisiska yttremissionssällskapet (Missions Etrangères de Paris), verksam i Vietnam. 
Pater Léopold Michel Cadière ankom till Huế den 20 oktober 1892. Han författade 250 forskningsverk om landets historia, religioner, kultur och språk. Cadière lade med detta ett viktigt fundament för den vetenskapliga Vietnamforskningen på 1900-talet.